# Mistrzostwa Polski Par Klubowych na Żużlu 1992
Mistrzostwa Polski Par Klubowych na Żużlu 1992 – zawody żużlowe, mające na celu wyłonienie medalistów mistrzostw Polski par klubowych w sezonie 1992. Rozegrano trzy turnieje eliminacyjne oraz finał, w którym zwyciężyli zawodnicy Stali Gorzów Wielkopolski.

## Finał
- Gorzów Wielkopolski, 19 maja 1992
- Sędzia: Maciej Spychała

| Miejsce | Kluby                       | Suma | Zawodnicy                                             | Punkty                                            |
| ------- | --------------------------- | ---- | ----------------------------------------------------- | ------------------------------------------------- |
| złoto   | Stal Gorzów Wlkp.           | 27   | Piotr Świst Ryszard Franczyszyn Piotr Paluch          | 16 (2,3,3,3,3,2) 8 (3,2,2,1,–,–) 3 (–,–,–,–,2,1)  |
| srebro  | Polonia Bydgoszcz           | 26   | Tomasz Gollob Jacek Gollob Jacek Woźniak              | 14 (2,3,2,2,2,3) 12 (3,–,3,3,3,0) 0 (–,0,–,–,–,–) |
| brąz    | Apator Toruń                | 22   | Jacek Krzyżaniak Mirosław Kowalik Robert Sawina       | 11 (3,2,1,2,0,3) 11 (2,3,0,3,1,2) ns              |
| 4       | Unia Leszno                 | 19   | Roman Jankowski Piotr Pawlicki Zenon Kasprzak         | 10 (2,1,3,–,3,1) 9 (3,2,w,2,2,w) 0 (–,–,–,0,–,–)  |
| 5       | Polonia Piła                | 16   | Krzysztof Okupski Mirosław Daniszewski Andrzej Rzepka | 9 (0,1,2,1,3,2) 1 (1,0,–,–,–,–) 6 (–,–,1,0,2,3)   |
| 6       | KKŻ Krosno                  | 8    | Bogdan Ciupak Jerzy Głogowski Andrzej Surowiec        | 5 (1,–,3,0,0,1) 0 (d,d,–,–,–,–) 3 (–,t,1,1,1,t)   |
| 7       | Victoria – Rolnicki Machowa | 7    | Piotr Styczyński Grzegorz Rempała Paweł Jachym        | 1 (0,1,0,–,–,–) 5 (1,0,2,1,1,0) 1 (–,–,–,0,d,1)   |